# Carrier Sense Multiple Access
Carrier Sense Multiple Access (ang. Carrier Sense Multiple Access, CSMA) – protokół wielodostępu, rozszerzająca protokół MAC (ang. Media Access Control), umożliwiający ocenę ruchu w kanale transmisyjnym przed wysłaniem sygnału poprzez medium fizyczne, np. linia elektryczna lub fale elektromagnetyczne. W wolnym tłumaczeniu znaczy tyle, co „wielodostęp z wykrywaniem nośnej”.
- Carrier Sense (wykrywanie nośnej) określa fakt, iż nadajnik nasłuchuje ruchu w medium, zanim będzie próbował przesłać nim sygnał. Takie podejście pozwala na wykrycie obecności sygnału wysłanego z innego nadajnika i pozwala na bezkolizyjne przesłanie własnego sygnału. Jeśli medium jest zajęte, wszystkie nadajniki na nim pracujące muszą czekać na zwolnienie, czyli do momentu, gdy sygnał dotrze do celu.
- Multiple Access (wielodostęp) określa fakt, iż wiele punktów ma dostęp do tego samego medium, a informacja wysłana przez jeden z nich dociera do pozostałych.